# Островки (Становлянский район)
Островки — деревня Становлянского района Липецкой области, входит в состав Островского сельсовета. 

## Администрация
Адрес администрации: 399708, Липецкая область, Становлянский район, с. Березовка

## География
Расстояние до крупных населённых пунктов
- до Москвы: 378 км
- до Ефремова: 27 км

## Население
| 2010 |
| ---- |
| 84   |

## Экономика

### Связь
В деревне действуют 4 оператора сотовой связи:
- ЗАО «Липецк Мобайл» (ЛМ)
- ОАО «Вымпел-Коммуникации» (Билайн)
- ОАО «Мегафон» Кавказский филиал (Мегафон)
- ОАО «Мобильные Телесистемы» (МТС)
- Филиал ЗАО «Астарта» в Воронежской области (ФАВВО)

## Улицы
- ул. Островская

## Знаменитые люди
В Островках родился Юрий Тарасов(1963—1982) — воин-афганец, пулеметчик группы специального назначения КГБ СССР «Вымпел». Посмертно награждён орденом Красного знамени.